# Mi manda Picone
Mi manda Picone és una pel·lícula de comèdia italiana de 1983 dirigida per Nanni Loy.

## Argument
Durant un debat a l'ajuntament de Nàpols a principis dels anys 80, Pasquale Picone, un antic treballador d'Italsider (aleshores l'empresa siderúrgica estatal d'Itàlia) que fa poc havia perdut la feina, treu un bidó de gasolina i es crema davant de l'Ajuntament. La seva dona i els seus tres fills no poden esbrinar on l'han portat després que una ambulància arriba amb una pressa inusual i desapareix amb ell a bord. Desesperada per notícies sobre el seu marit, la dona contracta un tipus improbable d'"ull privat" (Giancarlo Giannini), en forma de Salvatore Cannavacciuolo, un home que es guanya la vida donant informació a les persones que visiten la morgue per unes mil lires cadascuna. Durant les seves investigacions, Salvatore (que tenia les seves motivacions menys que nobles per acceptar la tasca) descobreix que Pasquale mai va treballar per a Italsider, només ho aparentava; d'aquesta manera podia amagar a la seva pròpia família el fet d'estar involucrat en una veritable xarxa de negocis que anaven des del contraban, fins a les apostes i fins a empreses delictives vinculades a la 'Camorra' (la versió napolitana de la mafia) i la seva clandestinitat. Amb l'esperança de treure profit d'aquest coneixement, Salvatore aprofundeix cada cop més en la vida secreta de Picone amb resultats que van des de la farsa fins al perillós en una pel·lícula que es pot veure com un dels últims exemples del gènere Commedia all'Italiana (aquí hibridada amb la història detectivesca).

## Repartiment
- Giancarlo Giannini com a Salvatore Cannavacciuolo
- Lina Sastri com a Luciella
- Aldo Giuffrè com a Cocò
- Leo Gullotta com a Sgueglia
- Marzio Honorato com O'Micione
- Carlo Croccolo com Armando, el baró
- Clelia Rondinella com a Teresa
- Carlo Taranto com a Gallina
- Mirella Migliore com a Salumiere
- Tommaso Palladino com Pasquale Picone
- Remo Remotti com a Don Armando Bellucore
- Antonio Allocca com a porter de l'Hospital
- Nicola Di Pinto com a secretari municipal

## Recepció
Per aquesta pel·lícula Lina Sastri va ser guardonada amb un David di Donatello a la millor actriu i un Nastro d'Argento a la mateixa categoria. Els actors Giancarlo Giannini i Leo Gullotta, també van guanyar un David di Donatello al millor actor protagonista i un Nastro d'Argento al millor actor no protagonista. A més, el productor Gianni Minervini va ser guardonat amb un David di Donatello i una Nastro d'Argento al millor productor, i Nanny Loy i Elvio Porta van guanyar el Nastro d'Argento al millor guió. La pel·lícula també va ser seleccionada com a entrada italiana per al millor pel·lícula en llengua estrangera als Premis Oscar de 1984, però no va ser acceptada com a nominada.